# Sankt Petersburg

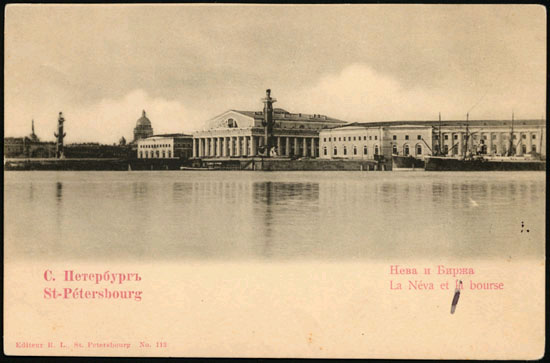
Râul Neva a dat numele străzii principale a orașului St Petersburg

Sankt Petersburg (în rusă Санкт-Петербу́рг, transliterat: Sankt-Peterburg, cunoscut în limbajul colocvial ca Питер — Piter, ca Petrograd — Петрогра́д, 1914–1924 — și în perioada sovietică sub numele de Leningrad — Ленингра́д, 1924–1991) este un oraș din Rusia. Se află în Rusia de nord-vest, în delta râului Neva, în partea de est a golfului Finic al Mării Baltice.
A fost fondat de țarul Petru cel Mare, în 1703, ca o ,,fereastră către Europa", fiind, de la acea dată, capitală a Imperiului Rus până în 1918. Cu cei aproape 4,5 milioane de locuitori (2002), este în ziua de azi cel de-al doilea oraș ca mărime al Rusiei, al patrulea oraș ca mărime al Europei, un centru european de cultură extrem de important și cel mai important port rusesc la Marea Baltică.
Sankt Petersburg este cel mai nordic oraș european cu peste 1 milion de locuitori. Centrul orașului este protejat de UNESCO ca sit al patrimoniului universal. Orașul, care a fost, pentru mai bine de două secole, centrul politic și cultural al Rusiei, este și în zilele noastre extrem de important și, pentru a-l onora, locuitorii îl mai numesc, deseori, "Capitala Nordică" ("Cеверная Cтолица", Severnaia Stalița).
Sankt Petersburg este centrul administrativ al Regiunii Leningrad și al Districtului Federal Nord-Vestic (Северо-западный федеральный округ, Severo-zapadnîi federalnîi okrug).

## Puncte de reper și atracții turistice
Imaginea maiestuoasă a orașului este datorată detaliilor arhitecturale variate: bulevarde lungi și drepte, spații vaste, grădini și parcuri, garduri decorative din fier forjat, monumente și sculpturi decorative. Râul Neva, cu multele lui canale, poduri și cheiuri din granit, dă orașului o notă aparte, de neconfundat. Numeroasele canale au făcut ca orașului să i se dea supranumele de "Veneția Nordului".

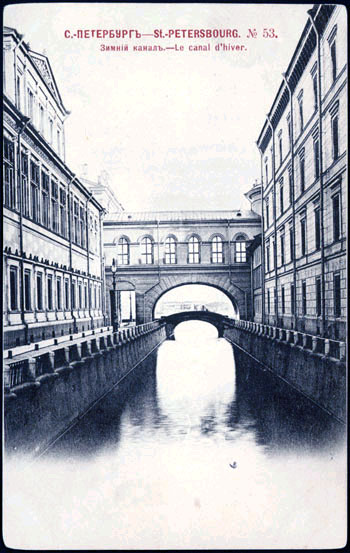
Sankt Petersburg este cunoscut și pentru cele 300 de poduri.

Amplasarea Sankt Petersburgului lângă Cercul Polar de Nord, la aceeași latitudine cu orașele Helsinki, Stockholm și Oslo (60° N), face ca amurgul să dureze toată noaptea în mai, iunie și iulie. Acest fenomen este cunoscut ca nopțile albe. Altă atracție o constituie cele nouă poduri basculante care se deschid deasupra Nevei. Turiștii se înghesuie ca să vadă podurile coborâte și ridicate pentru a permite navelor să traverseze orașul.
Centrul istoric al Sankt Petersburgului, numit, uneori, și muzeul în aer liber al neoclasicismului, a fost primul loc din patrimoniul rusesc înscris pe lista UNESCO a Locurilor din patrimoniul mondial.

### Palatele
Sankt Petersburg a fost cunoscut ca un oraș al palatelor. Unul dintre cele mai vechi este Palatul de Vară, o casă modestă construită de Petru cel Mare în Grădina de Vară (1710–1714). Mult mai impozante sunt palatele baroce ale companionilor săi, așa precum este Palatul Menșikov, construit după planurile arhitectului Domenico Tresini, între anii 1710 – 1716. O anexă a acestui palat a fost reconstruită pentru Petru al II-lea și acum găzduiește Universitatea de Stat din Sankt Petersburg.
Probabil cel mai cunoscut dintre palatele imperiale este Palatul de iarnă (1754–1762), o clădire uriașă, cu interioare de un lux orbitor, care este astăzi sediul Muzeului Ermitaj. Arhitectul Bartolomeo Rastrelli a mai proiectat trei reședințe nobiliare pe Nevsky Prospekt: Palatul Stroganov (1752–1754, azi Muzeul Figurilor de Ceară), Palatul Voronțov (1749–1757, azi școală militară) și palatul Anicikov (1741–1750, reconstruit de mai multe ori, azi palat al copiilor). Alte palate baroce includ casa Șeremetiev de pe splaiul Fontanka, (numită, de asemenea, Fontannîi dom), și palatul Beloselski-Belozerski (1846–1848) de pe Nevsky Prospekt, fosta reședință a marelui Duce Serghei Alexandrovici.

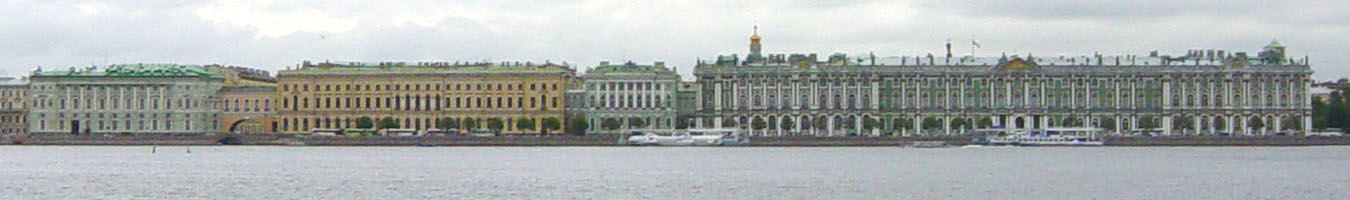
Muzeul Ermitaj având Palatul de iarnă în dreapta

Dintre palatele neoclasice, cel mai cunoscut este Castelul Sfântul Mihail (sau al Inginerilor), construit pentru Împăratul Pavel I, între 1797–1801, ca să înlocuiască mai vechiul Palat de vară. Palatul Taurid al Prințului Potemkin (1783–1789), situat în imediata vecinătate, a folosit ca sediu pentru prima Dumă – parlamentul rusesc. Chiar la stânga palatului Ermitaj se află Palatul de Marmură, construit la comanda Contelui Orlov, între 1768–1785, din diferite tipuri de marmură și proiectat în stil neoclasic de Antonio Rinaldi. Palatul Mihail (1819–1825), faimos pentru interioarele lui opulente, numit astfel după primul lui ocupant, Marele Duce Mihail Pavlovici, acum sediu al Muzeului Rus. Construite, de asemenea, în stil neoclasic sunt Palatul Iusupov, (sfârșitul ultimului deceniu al secolului al XVIII-lea), palatul Razumovski (1762–1766), palatul Șuvalov (1830–1838), locul în care a fost ucis Rasputin și Palatul Elaghin (1818–1822), o vilă (dacea) de odihnă de vară a familiei imperiale, situată pe insula Elaghin.
Reședințe mai puțin importante au fost construite pentru copiii țarului Nicolae I: Palatul Maria (1839–1844), aflat peste drum de Catedrala Sfântul Isaac, sediu al consiliului municipal, Palatul Nicolae (1853–61) și Noul Palat Mihail (1857-1861).

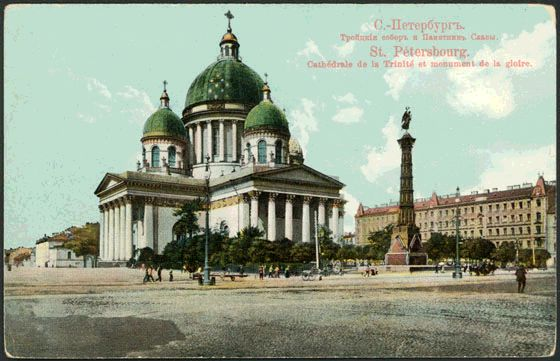
Conform tradiției rusești, fiecare regiment al Gărzii Imperiale avea propria lui catedrală.

### Catedralele și bisericile
Cea mai mare biserică este Catedrala Sfântul Isaac (1818–1858), care are una dintre cele mai mari cupole din lume, construită timp de 40 de ani, sub conducerea arhitectului francez Auguste de Montferrand. O altă biserică magnifică (în stilul Empire), este Catedrala Kazan (1801–1811), situată pe Nevski Prospekt, care este o copie după Basilica Sfântul Petru de la Vatican. Nici un turist nu pierde ocazia să viziteze Biserica Mântuitorului Însângerat (1883–1907), un monument grandios, în stil vechi rusesc, care marchează locul în care a fost asasinat Alexandru al II-lea, țar al Rusiei. Cum Petru cel Mare a interzis construirea turlelor în formă de ceapă, această biserică este singura în oraș cu acest tip unic de cupolă.
Catedrala Sf. Petru și Pavel (1712–1732), simbolul orașului de foarte multă vreme, adăpostește cavoul lui Petru cel Mare și ale altor împărați ai Rusiei. În afară de aceste patru catedrale principale (care sunt, parțial, și muzee), se află alte biserici. Dintre construcțiile baroce, cea mai grandioasă este Catedrala Smolnîi (1748–1764), un proiect îndrăzneț al lui Bartolomeo Rastrelli, niciodată terminată. Altă biserică importantă în același stil este Catedrala Marinei Arhivat în 15 octombrie 2005, la Wayback Machine. a Sfântului Nicolae, (1753–1762), o structură splendidă dedicată Flotei Rusești, pereții exteriori fiind acoperiți cu plăci memoriale închinate marinarilor pieriți pe mare. Biserica Sfinților Simeon și Ana (1731–1734), Catedrala Sfântului Samson (1728–1740), Biserica Sfântului Pantelimon (1735–1739) și Catedrala Sfântului Andrei (1764–1780) sunt mai rar menționate.
Bisericile neoclasice sunt prea numeroase pentru a fi enumerate. Multe dintre ele au fost menite să domine piețele publice, așa cum sunt Catedrala Sfântul Vladimir (1769–1789), alta decât biserica Sfintei Fecioare din Vladimir (1761–1783). Catedralele Schimbării la Față (1827–1829) și a Sfintei Treimi (1828–1835) au fost, amândouă, proiectate de Vasili Stasov. Biserica Cesma (1780)[nefuncțională]
 este un exemplu rar al Renașterii gotice în Rusia. Pe Nevsky Prospekt se află și numeroase biserici și locuri de cult neortodoxe.
Mănăstirea Alexandr Nevski, care era menită, la început, să fie loc de odihnă a rămășițelor lui Alexandr Nevski, are între zidurile sale două catedrale și câteva biserici mai mici, în diferite stiluri. Este remarcabilă și pentru Cimitirul Tihvin, unde sunt înmormântați mulți ruși celebri.
Orașul are două biserici mici în stilul Renașterii Gotice, aceea a Sfântului Ioan Botezătorul (1776–1781) și Cesmenskaia (1777–1780), amândouă proiectate de Georg Velten. Lăcașurile de cult construite la sfârșitul secolului al XIX-lea și începutul secolului al XX-lea sunt toate construite în stilurile Renaștere rusă sau Renașterea bizantină. 
Moscheea din Sankt Petersburg (1909–1920), cea mai mare din Europa, este construită folosind ca model moscheile Timuride din Samarkand.
Un templu budist, construit cu banii din donațiile lui Dalai Lama și ale budiștilor ruși și mongoli, a fost terminat în 1914. Alături de casa de oaspeți și spitalul aflate în imediata vecinătate, templul a fost un reper important pentru buriații și calmîcii aflați în tranzit prin capitală în timpul Primului Război Mondial. A fost folosit ca lăcaș de cult până în 1935, când a fost desacralizat și transformat într-o clădire civilă, iar slujitorii templului au fost aruncați în Gulag. Templul a fost redeschis în 1991.

### Clădirile publice

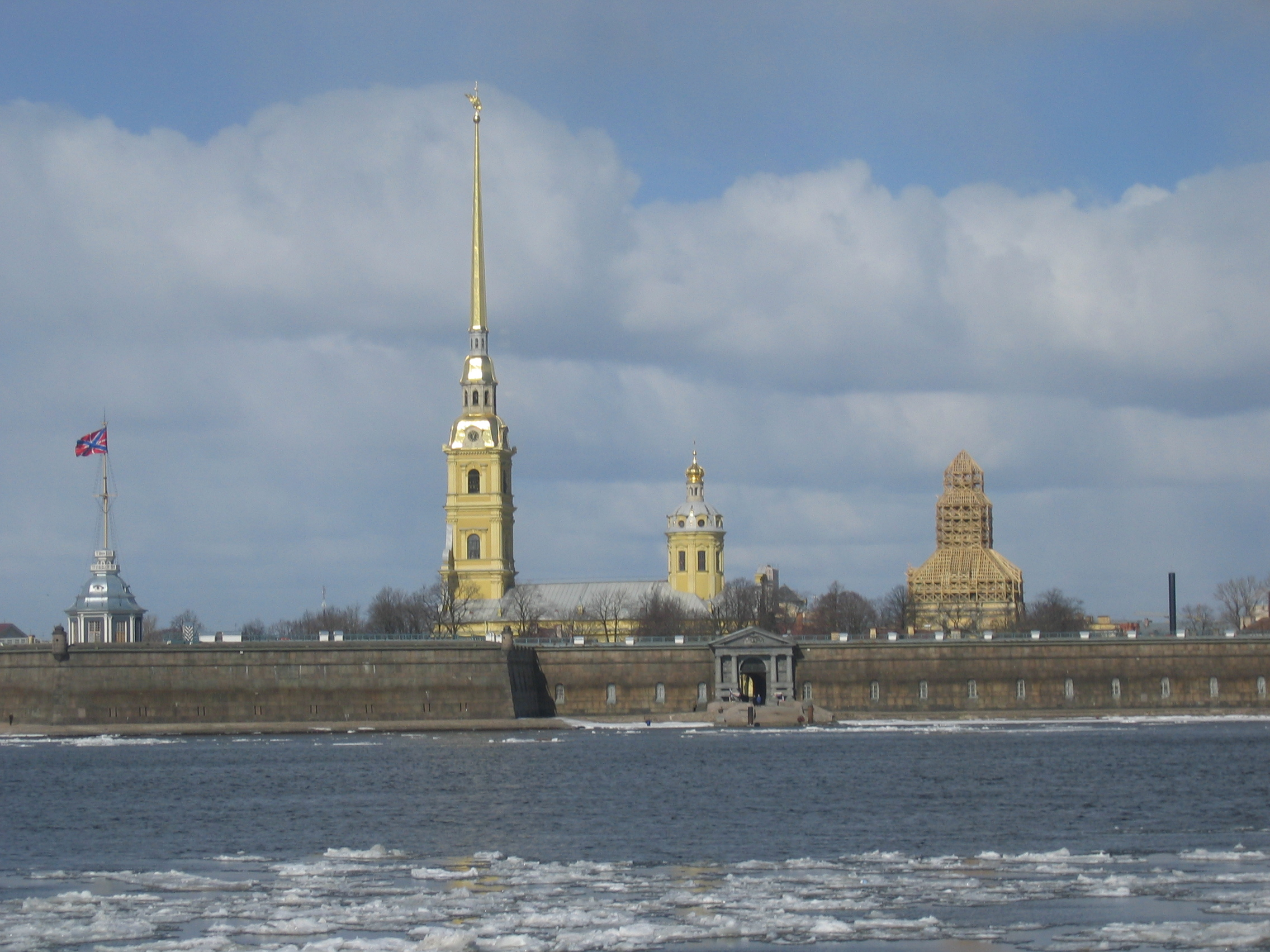
Turnurile aurite ale Catedralei Sfinții Petru și Pavel, care se află într-o fortăreață de pe malul râului Neva.

Fortăreața Sfinții Petru și Pavel, care a fost, o vreme, și închisoare destinată deținuților politici, ocupă o poziție dominantă în centrul orașului. A fost construită o pasarelă de-a lungul unei porțiuni a zidului fortăreței, care dă vizitatorilor o priveliște largă asupra râului, către sud. Pe celălalt mal al Nevei, pe limba de pământ a insulei Vasilievski, se află clădirea fostei Burse (1805–1810), amintind de un templu grecesc antic, cu două coloane rostrale (coloane împodobite cu prove de corăbii), ridicate în fața ei.
Fără îndoială, cel mai faimos muzeu este Ermitajul. Muzeul are una dintre cele mai bogate colecții de artă vest-europeană. Vastele lui colecții au fost pentru prima oară prezentate publicului în aripa construită în stil Renaștere greacă de Leo von Klenze (1838–1852), aripă numită acum Noul Ermitaj. Primul muzeu din oraș a fost fondat de țarul Petru cel Mare în Kunstkammer, ridicat în 1718–1734 pe malul opus al râului Neva, și care a adăpostit o vreme și Academia de Științe a Rusiei. Alte atracții turistice includ Muzeul de Arte Aplicate (1885–1895), Muzeul de Etnografie (1900–1911), Muzeul de Istorie Militară Suvorov (1901–1904) și Muzeul de Istorie Politică (1904–1906).
Instituțiile guvernului imperial au fost găzduite în clădirea Marelui Stat Major din Piața Palatului (1820–1827), având un Arc de triumf uriaș în centru. Clădirile Senatului și ale Sinodului se află în Piața Senatului (1827–1843), Cabinetul Imperial (1803–1805) este amplasat pe Nevski Prospekt. Alte locuri de interes sunt Banca de Asigurări (1783–1790), Vama (1829–1832) și splendida Amiralitate (1806–1823). Cele mai multe dintre aceste construcții au fost proiectate de Giacomo Quarenghi sau Carlo Rossi.
Fosta capitală imperială are foarte multe și prestigioase instituții de învățământ și cultură: Universitatea de Stat din Sankt Petersburg ocupă câteva clădiri de pe insula Vasilievski, inclusiv uriașul edificiu baroc al Colegiului al Doisprezecelea (1722–1744); Academia de Artă din Sankt Petersburg (1764–1788) se ridică în fața unui chei împodobit cu grifoni și sfincși egipteni autentici; Institutul Smolnîi (1806–1808), inițial prima școală pentru femei din Rusia, a fost ales de Lenin drept cartier general în timpul Revoluției Ruse din 1917. Institutul Caterina (1804–1807), proiectat de Quarenghi, a fost, la început, sediul Bibliotecii Naționale. O altă clădire neoclasică proiectată de Quarenghi este Școala de Călărie pentru Caii Gărzii Imperiale (1804–1807), ea fiind de curând desemnată ca sediu al Centrului Expozițional Central.
Unele dintre magazine și depozite sunt, pe bună dreptate, locuri demne de vizitat. De exemplu, monumentalul Arcul Noua Olandă (1779–1787) și zidurile adiacente ale Ostrovului Noua Olanda sunt ocupate de întreprinderi comerciale. Palatul Comercianților de pe Nevski Prospekt (1761–1785), proiectat, de asemenea, de Jean-Baptiste Vallin de la Mothe, găzduiește un vast supermarket, mai multe cafenele și o stație de metrou. În apropiere se află Piața Circulară, ridicată în 1785–1790. Alte magazine universale, construite în maiestuosul stil Art Nouveau, mărginesc Nevski Prospekt și includ Bazarul Eliseev emporium, Casa Cărților și magazinul Pasaj.
Sankt Petersburg este gazda mai multor teatre. Teatrul Alexandrinskii, construit în 1828–1832 de Carlo Rossi, care a fost botezat după numele soției țarului Nicolae al II-lea. Mult mai faimos în afara granițelor Rusiei este Teatrul Mariinski (cunoscut și sub vechiul nume Teatrul de Operă și Balet Kirov), care a transformat orașul în capitala mondială a baletului. Conservatorul din Sankt Petersburg, primul din Rusia, a fost deschis în 1862 și poartă numele numele lui Nikolai Rimski-Korsakov. Printre absolvenții Conservatorului orășenesc se numără Ceaikovski, Prokofiev și Șostakovici.

### Monumente publice

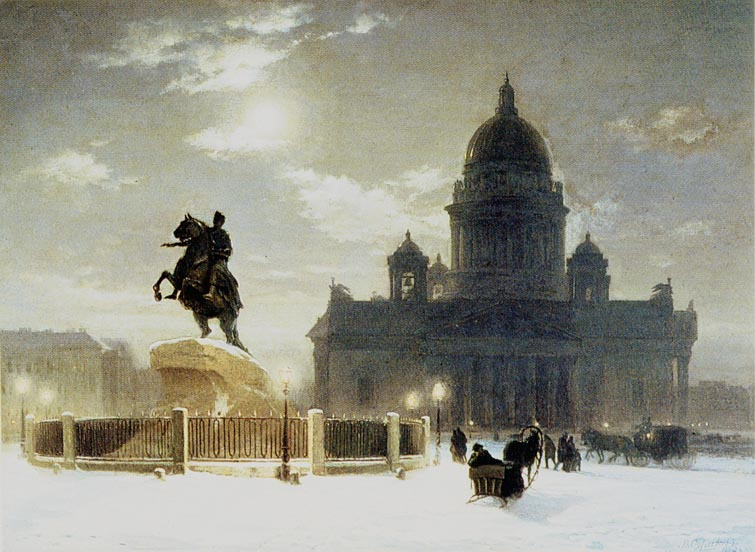
Călărețul de aramă învie și galopează pe străzile orașului în multe dintre operele literare rusești.

Poate că cel mai cunoscut simbol al orașului Sankt Petersburg este statuia ecvestră a lui Petru cel Mare, dezvelită în Piața Senatului, în 1782. Considerată cea mai importantă operă a sculptorului de origine franceză Etienne Maurice Falconet, statuia ocupă un loc de frunte în literatura rusă sub numele de Călărețul de aramă (Mednii Vsadnik).
Piața Palatului este dominată de un monument unic, Coloana Alexandru (1830–1834), dintr-o singură bucată de granit roșu de Finlanda, cea mai înaltă coloană de acest fel din lume, atât de bine montată încât nu are nevoie de nici un adaos la baza sa pentru a-i asigura stabilitatea. Monumentul deosebit al Generalisimului Alexandr Suvorov, reprezentat ca un zeu tânăr al războiului, a fost ridicat, în 1801, pe Câmpul lui Marte, care fusese folosit, până la acea dată, pentru paradele militare și sărbători populare. Piața Sfântul Isaac este împodobită de monumentul țarului Nicolae I, care este singura statuie ecvestră cu două puncte de sprijin (picioarele din spate ale calului).
Printre monumentele publice ale orașului se află și statuia circulară a împărătesei Ecaterina cea Mare de pe Nevsky Prospekt, statuile unor cai din bronz de pe podul Anicikov, o statuie ecvestră, în stilul lui Rodin, a țarului Alexandru al II-lea și Monumentul tricentenarului - dăruit de poporul Franței și instalat în Piața Sennaia.
Câteva dintre cele mai importante evenimente din istoria orașului sunt reprezentate de monumente speciale. Victoria rusească asupra lui Napoleon este comemorată de două arcuri de triumf, unul fiind la Narva, altul la Poarta Moscova. În aceeași tradiție, Cimitirul Piskarevskoie a fost deschis, în 1960, ca monument al victimelor asediului de 900 de zile al Leningradului.

### Orașele satelit
Sankt Petersburg este înconjurat de reședințe imperiale, unele dintre ele fiind descrise în lista patrimoniului universal. Printre aceste reședințe se află localitatea Peterhof, cu marele Palat de la Peterhof (Petrodvoreț), parcul și faimoasele fântâni în cascadă, localitatea Pușkin (fostul Țarskoe Selo) cu palatul baroc Ecaterina și cu palatul neoclasic Alexandru, și localitatea Pavlovsk, care conține palatul împăratului Pavel I (1782–1786) și una dintre cele mai vaste parcuri în stil englezesc din Europa.
Cea mai mare parte din Peterhof și Țarskoe Selo a fost amplu restaurat după ce au fost dinamitate în timpul celui de-al Doilea Război Mondial de trupele germane aflate în retragere. Alte reședințe imperiale mai trebuie restaurate pentru a li se reda strălucirea de odinioară. 
Gatchina, aflată la 45 de km sud-vest de Sankt Petersburg, are un palat imperial cu 600 de camere și un parc foarte frumos. Oranienbaum, fondat de Prințul Menșikov, are un palat baroc și unul decorat în stil chinezesc. La Strelna se află o vilă de vânătoare a lui Petru cel Mare și un palat folosit de președinții ruși pentru întâlnirile cu oaspeți străini, Palatul Constantin.
Alte puncte de atracție sunt Shlisselburg, cu fortăreața sa medievală și insula Kronstadt, cu fortificațiile din secolul al XIX-lea și monumentele sale navale.

## Istoria

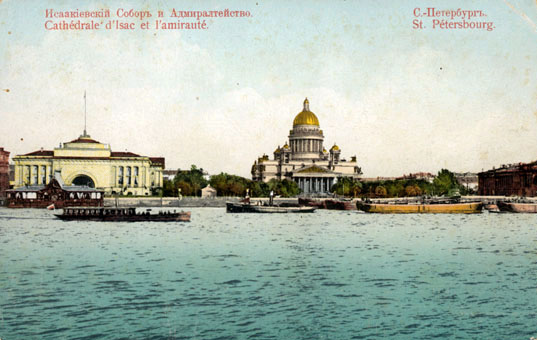
Inspirat de exemplul orașelor Veneția și Amsterdam, Petru cel Mare a prevăzut ca principalele mijloace de transport în oraș să fie bărcile și luntrile pescărești. Până în 1850 nu s-a permis construirea unor poduri permanente peste Neva.

Țarul Petru cel Mare a fondat orașul pe 27 mai (16 mai stil vechi), 1703, după ce a recucerit Ingria de la Suedia. A botezat orașul cu numele sfântului său protector, Sfântul Petru. Inițial, orașul s-a numit Sankt Piterburh, (numele apostolului Petru în limba olandeză; viitorul țar a locuit și a studiat o vreme în Țările de Jos). În acest loc se aflau fortăreața suedeză Nyen, și mai nou Nöteborg, în zona mlăștinoasă pe care o traversa râul Neva către gurile de vărsare din Golful Finlandei.
Devreme ce ridicarea orașului a început în timp de război, prima construcție a fost o fortificație. Cunoscută în zilele noastre ca Fortăreața Sfinții Petru și Pavel, a avut și ea, la început, numele de Sankt Piterburh. Fortăreața a fost ridicată pe insula Iepurelui, pe malul drept al Nevei, la aproximativ 3 km de vărsarea acestuia în mare. Mlaștinile au fost secate și orașul s-a întins în toate părțile, dezvoltarea noii localități fiind făcută sub conducerea inginerilor germani invitați de țar în Rusia. Petru cel Mare a interzis construirea clădirilor din piatră pe tot întinsul imperiului, cu excepția noii capitale, în felul acesta obligând toți meșterii pietrari să vină să lucreze în Sankt Petersburg. Iobagii au asigurat cea mai mare parte a forței de muncă.
Sankt Petersburg a fost gândit ca o nouă capitală a imperiului încă de la început. Pentru poziția sa la Marea Baltică este considerat de Pușkin o fereastră spre vest. Rusia este un important partener de comerț pentru Marea Britanie pentru mulți ani. A fost o bază pentru navele lui Petru cel Mare, protejat de insula fortăreței sale, după care Peter a făcut actualul oraș după numele său.
De-a lungul secolelor al XVIII-lea și al XIX-lea, aristocrația rusă a construit numeroase palate care au rezistat până în zilele noastre. Orașul și monumentele lui au suferit însă din cauza inundațiilor teribile, una dintre ele fiind descrisă de Pușkin în Călărețul de aramă.

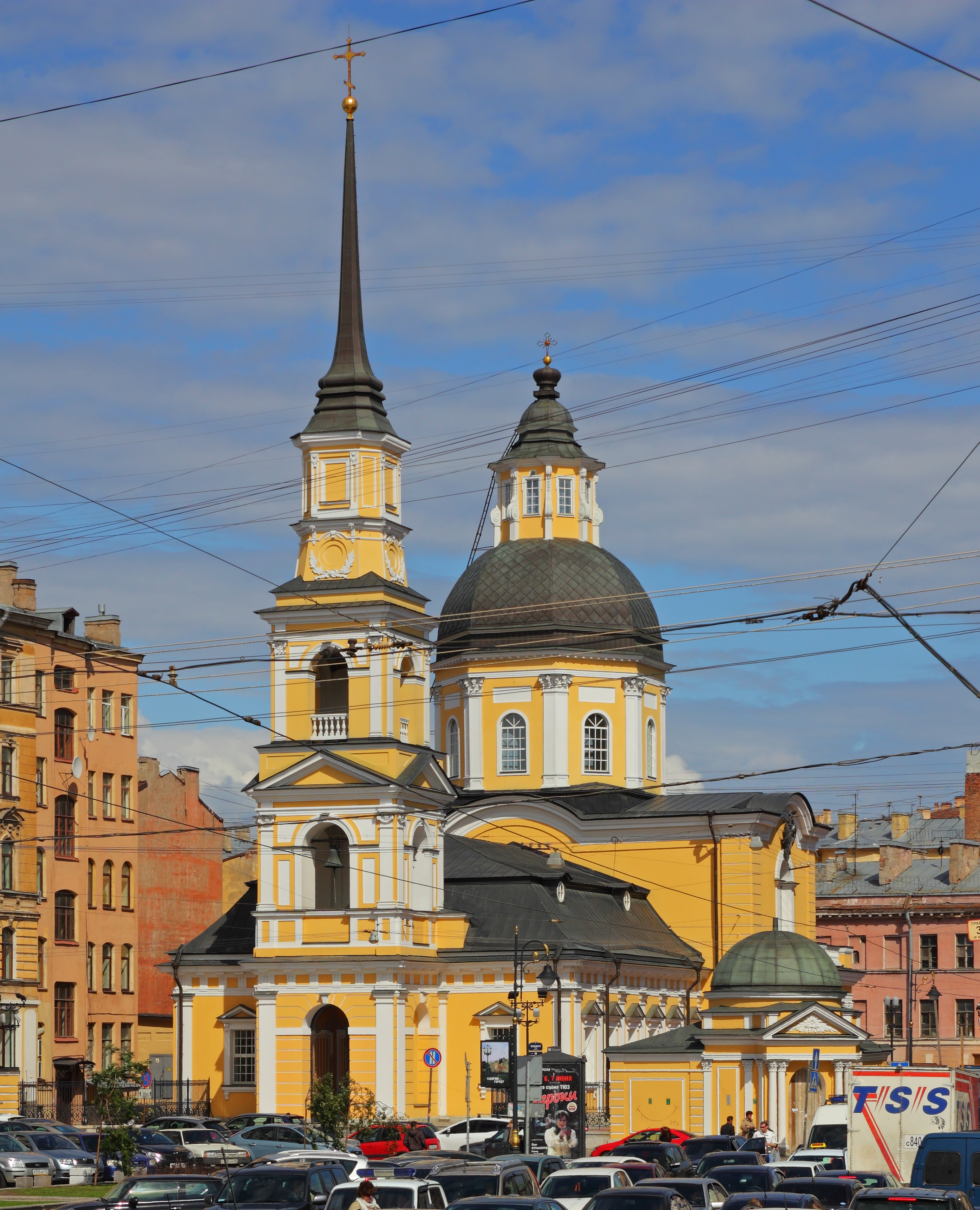
Mica biserică a Sfinților Simion și Ana (1734) a fost dedicată sfinților proteguitori ai Împărătesei Ana.

Dezrobirea iobagilor din 1861, decretată de țarul Alexandru al II-lea, a dus la venirea unui mare număr de săraci în oraș. În suburbii au fost ridicate numeroase case de raport și au apărut primele întreprinderi industriale. Până la sfârșitul secolului, Sankt Petersburg devenise unul dintre cele mai importante centre industriale ale Europei.
Odată cu dezvoltarea industriei, au apărut și mișcările radicale. Organizațiile socialiste au fost responsabile pentru uciderea a numeroși funcționari țariști de rang înalt, inclusiv a țarului Alexandru al II-lea (1881). Revoluția rusă din 1905 a început în capitală și s-a răspândit rapid către zone tot mai îndepărtate ale imperiului. În timpul Primului Război Mondial, numele Sankt Petersburg a fost considerat ca având rezonanță germană și, la inițiativa țarului Nicolae al II-lea, orașul a fost rebotezat Petrograd, pe 31 august stil nou (18 august stil vechi) 1914.
În 1917 a izbucnit Revoluția Rusă. Prima sa fază, Revoluția din Februarie, a dus la detronarea țarului și la apariția a două centre de putere: Guvernul Provizoriu și Sovietul din Petrograd. Guvernul Provizoriu a fost răsturnat în timpul Revoluției din Octombrie, iar la scurtă vreme după aceasta a izbucnit Războiul civil rus. Apropierea prea mare a orașului de bazele de acțiune ale armatelor contrarevoluționare (albii) și climatul politic instabil l-au forțat pe liderul bolșevic Vladimir Ilici Lenin să mute capitala la Moscova (5 martie 1918). Mutarea s-a dorit temporară, sau cel puțin așa s-a declarat în acele momente, însă Moscova a rămas de atunci capitală. În 24 ianuarie 1924, la trei zile după moartea lui Lenin, Petrogradul a fost redenumit Leningrad, în onoarea fostului conducător. Motivul invocat a fost faptul că Lenin a fost conducătorul Revoluției din Octombrie. Existau și motive mai profunde de simbolism politic: Sankt Petersburg fusese capitala Imperiului Țarist. După Moscova, era cel mai mare oraș din țară și schimbarea de nume dădea un prestigiu și mai mare lui Lenin. Rebotezarea orașului era un simbol al schimbării de sistem politic și social.
Mutarea guvernului la Moscova a produs și o schimbare a migrației populației la sfârșitul secolului al XIX-lea. Beneficiile de care se bucura Petrogradul, dat fiind statutul de capitală, au dispărut. Populația Petrogradului în 1920 era o treime din cât fusese în 1915.
În timpul celui de-Al Doilea Război Mondial, Leningradul a fost încercuit și asediat de Wehrmachtul german, în ceea ce avea să fie cunoscut drept Asediul Leningradului, începând cu 8 septembrie 1941 până pe 27 ianuarie 1944, 29 de luni în total. Peste Lacul Ladoga a fost creat un "Drum al vieții", în perioada lungă în care lacul era înghețat. Această rută de aprovizionare era însă supusă atacurilor aeriene germane, numai unul din trei camioane de transport reușind să ajungă la destinație. O altă rută de transport a fost deschisă în 18 ianuarie 1943, după ce Armata Roșie a reușit să creeze o spărtură în încercuirea germană. Aproximativ 800.000 din cei 3.000.000 de locuitori au pierit în timpul asediului. Pentru tenacitatea eroică a populației orașului, Leningrad a devenit primul oraș sovietic care a fost decorat cu titlul de Oraș Erou. 

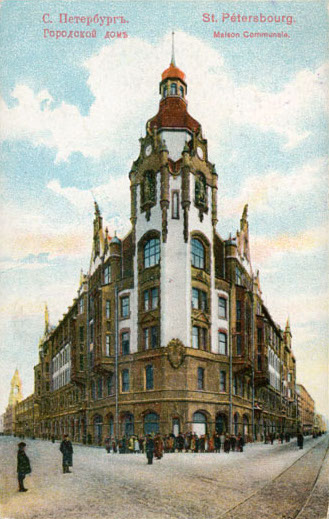
În centrul orașului s-au păstrat numeroase case construite în stilul Art Nouveau

Unii istorici susțin că liderul sovietic Iosif Visarionovici Stalin a întârziat în mod voit despresurarea orașului și a împiedicat evacuarea locuitorilor lui din dorința de a lăsa intelectualitatea leningrădeană să piară. Mulți dintre leningrădenii care au fost, totuși, evacuați în colțuri îndepărtate ale Uniunii Sovietice nu s-au mai întors niciodată la casele lor din oraș. Noi date din surse germane arată că Hitler a dispus ca orașul să fie ținut încercuit și să nu se dea atacul pentru cucerirea lui, tocmai pentru uciderea tuturor locuitorilor prin înfometare și obținerea fără pierderi a bogățiilor acestui oraș simbol al Imperiului Rus și al Revoluției din Octombrie. Cele două ipoteze nu se exclud, ambele putând fi, concomitent, valabile.
Războiul a adus mari distrugeri orașului și a ucis pe mulți dintre vechii locuitori ai Petersburgului care nu au fugit din țară după izbucnirea revoluției bolșevice și nu au pierit în epurările în masă interbelice. În ciuda tuturor acestor fapte, orașul a fost reconstruit în deceniile care au urmat, redându-i-se înfățișarea de odinioară. Deși rolul clasei muncitoare a crescut în tot acest timp, orașul a rămas un centru al științei și culturii.
După prăbușirea Uniunii Sovietice din 6 septembrie 1991, majoritatea populației (54%) a fost de acord cu revenirea la "numele original, Sankt Petersburg". La fel ca și în cazul orașului, 39 de străzi, șase poduri, trei stații de metrou și șase parcuri au fost rebotezate. Totuși, în special oamenii mai în vârstă mai folosesc denumirile mai vechi, de exemplu, folosind vechile denumiri ale străzilor pentru adresele poștale. În rândul tinerei generații, numele Leningrad este folosit ca un protest slab împotriva noii societăți.
În urma unui referendum, numele oblastiei (regiunii administrative) a cărei capitală este Sankt Petersburgul, a rămas neschimbat – Leningrad.

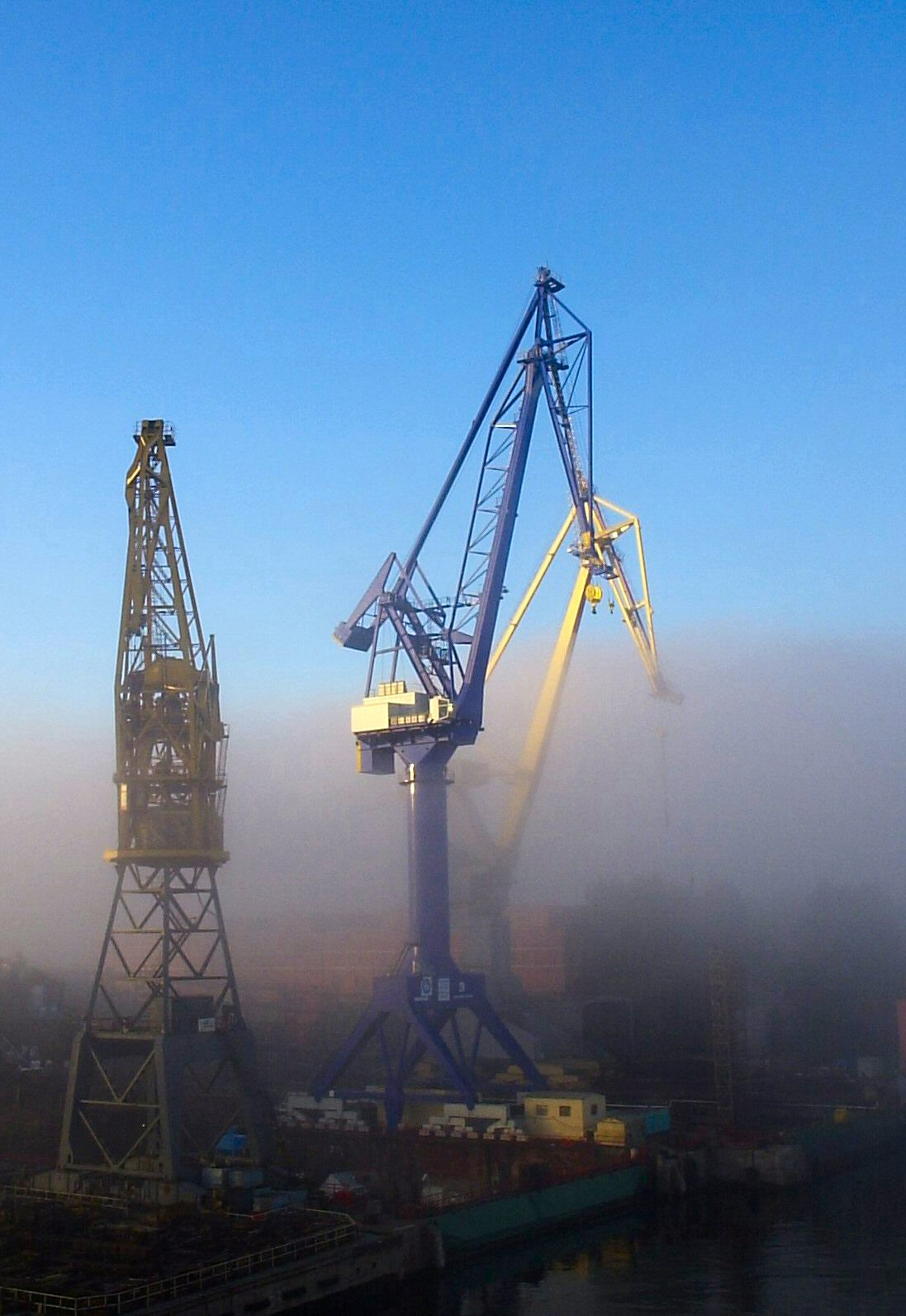
Docurile din Sankt Petersburg în ceața dimineții.

### Populația
În conformitate cu rezultatele recensământului din 9 octombrie 2002, Sankt Petersburg a avut 4.159.635 locuitori. În oraș locuiește, astfel, aproximativ 3% din populația totală a Rusiei. Orașul cu împrejurimile sale are o populație estimată de aproximativ 6 milioane de oameni. Salariul mediu lunar în anul 2003 era de aproximativ 175 euro. În anul 2013 acesta a ajuns la aproximativ 800 de euro. Rata șomajului atinge numai 1,5%.
Saint Petersburg a fost întotdeauna populat preponderent de ruși, deși cuprinde mai multe minorități etnice considerabile, cum ar fi germanii, ucrainenii, finlandezi sau est-europeni.
Cetățenii se pot muta în oraș numai dacă dovedesc că au unde locui și au o slujbă în Sankt Petersburg ori s-au căsătorit cu un localnic care se află într-una dintre situațiile de mai sus. Se pare că există însă mulți oameni care nu îndeplinesc condițiile acestea și locuiesc ilegal sau semilegal și de aceea nu sunt incluși în rezultatele recensământului. Organizația Internațională a Muncii estimează că sunt aproximativ 16.000 de copii ai străzii.
Conform statisticilor oficiale, orașul este locuit de ruși – 89,1%, evrei – 2,1%, ucrainieni – 1,9%, bieloruși - 1,9%, tătari, uzbeci, finlandezi, vepși, precum și unii locuitori originari din Caucaz (mulți fiind emigranți ilegali).
Din punct de vedere religios, cei mai mulți credincioși aparțin bisericii ortodoxe ruse; există însă și numeroși atei.
Evoluția numărului de locuitori în timp
Următoarele diagrame arată numărul de locuitori. Până în 1944, cifrele reprezintă, în cea mai mare parte, estimări, dar după 1959 cifrele reprezintă rezultatele recensămintelor, iar valoarea din 2005 este, din nou, doar o estimare.
| anul | locuitori |
| ---- | --------- |
| 1725 | 75.000    |
| 1750 | 150.000   |
| 1800 | 300.000   |
| 1846 | 336.000   |
| 1852 | 485.000   |
| 1858 | 520.100   |
| 1864 | 539.100   |
| 1867 | 667.000   |
| 1873 | 842.900   |
| 1881 | 876.600   |
| 1886 | 928.600   |
| 1891 | 1.035.400 |
| 1897 | 1.264.900 |
| 1901 | 1.439.400 |

| anul              | locuitori |
| ----------------- | --------- |
| 1908              | 1.678.000 |
| 1910              | 1.962.000 |
| 1915              | 2.318.600 |
| 1920              | 722.000   |
| 1926              | 1.616.100 |
| 1936              | 2.739.800 |
| 1939              | 3.191.300 |
| 1944              | 2.559.000 |
| 15 ianuarie. 1959 | 2.888.000 |
| 15 ianuarie. 1970 | 3.512.974 |
| 17 ianuarie. 1979 | 4.072.528 |
| 12 ianuarie. 1989 | 4.460.424 |
| 9 octombrie 2002  | 4.159.635 |
| 1 ianuarie 2005   | 4.039.751 |
| 2007              | 4.571.184 |
| 2010              | 4.979.556 |
| 2012              | 4.953.219 |

## Economia

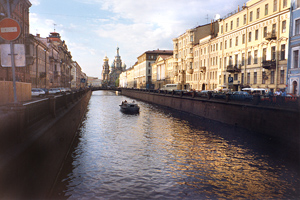
Unul dintre numeroasele canale ale orașului Sankt Petersburg

Orașul este un important centru al industriei constructoare de mașini, echipament energetic, utilaje, al construcțiilor navale, metalurgiei feroaselor și neferoaselor, industriei chimice și tipografice. Orașul este, de asemenea, unul dintre cele mai importante porturi la Marea Baltică.
Monetăria din Sankt Petersburg (Monetniy Dvor), este separată de Gosznak din Moscova, fiind singurul loc unde sunt fabricate monedele rusești, medaliile și insignele. Compania Ford Motor a început în 2002 producerea automobilului Ford Focus în uzina din Skt. Petersburg.

## Transportul
Orașul este un important nod de transport. Este centrul regional al sistemului de șosele și căi ferate și are un foarte important port maritim la Golful Finlandei al Mării Baltice. Este punctul terminus al canalului navigabil Volga-Baltica, care leagă Marea Baltică de Marea Neagră.
Sankt Peterburg are legături feroviare regulate către Helsinki - Finlanda via Vîborg (în partea rusă) și Kouvola și Lahti (în partea finlandeză). Trei trenuri frumoase de modă veche, renovate – Sibelius, Repin și Tolstoi – fac curse exclusiv pe această rută.
Orașul este deservit de Aeroportul Pulkovo, atât pentru zborurile interne, cât și internaționale. Metroul din Sankt Petersburg a început să funcționeze din 1955 și are, în acest moment, patru linii.

## Diviziuni administrative
Articol principal: Diviziunile administrative ale Sankt Petersburgului
Orașul are numeroase insule pe care se află multe locuri istorice importante. Insula Vasilievski este cea mai mare dintre aceste insule și formează Districtul administrativ Vasileostrovskii. Insulele Petrogradskaia, Krestovski, Elaghin și Kamenni formează Districtul administrativ Petrogradski.

## Cultura

### Industria cinematografică

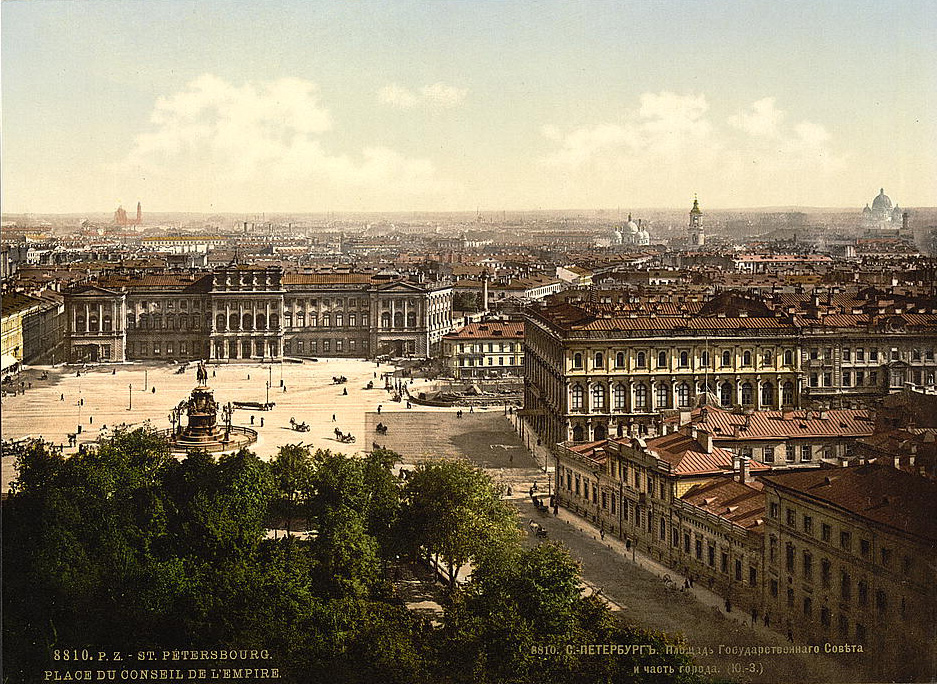
Linia orizontului deasupra orașului Sankt Petersburg, vedere din secolul al XIX-lea

(Vezi de asemenea Cinematografia rusă și sovietică)
Supremația culturală a orașului Sankt Petersburg s-a sfârșit odată cu proclamarea Moscovei ca noua capitală, dar a coincis cu zorile industriei cinematografice rusești. Doar puține filme au obținut însă recunoașterea internațională și casele de producție occidentale nu au putut filma aici. Studiourile Lenfilm au fost cele mai cunoscute în lume, având sediul în oraș. Cele mai cunoscute filme pe plan internațional au avut scenariul bazat pe lucrări literare faimoase, cum ar Anna Karenina de Lev Tolstoi sau Idiotul lui Fiodor Dostoevski. Multe filme au descris evenimente din istoria complexă a orașului, unele dintre ele având scopuri clar propagandistice.
Festivalul internațional de film din Sankt Petersburg are ediții anuale începând din 1993, desfășurându-se în perioada nopților albe.

### Sankt Petersburg în literatură

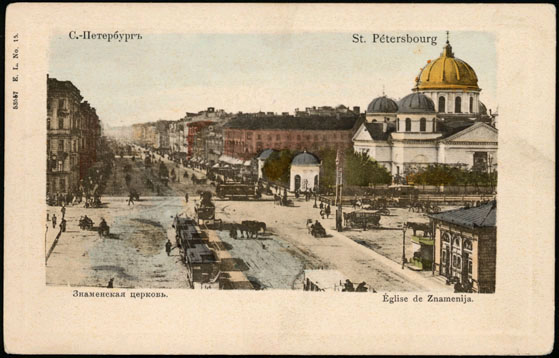
Viața tumultuoasă a principalei străzi din Sankt Petersburg a fost descrisă de Gogol în povestiri, cea mai cunoscută fiind Nevsky Prospect.

S-a spus că Sankt Petersburgul a fost capul Imperiului Rus, în timp ce Moscova a fost inima lui. "Cel mai pragmatic oraș din lume", (așa cum îl descria Dostoievski), apare frecvent scriitorilor ruși ca un mecanism amenințător și inuman. Imaginea grotescă și de coșmar a orașului este descrisă în ultimele poeme ale lui Pușkin, în povestirile lui Gogol, în romanele lui Dostoievski, în poeziile lui Alexandr Blok și Osip Mandelștam și în romanul simbolist Petersburg de Andrei Belîi).

### Oameni celebri
Numeroși aristocrați ruși și din întreaga lume, politicieni și oameni de cultură sau de știință s-au născut sau au trăit în Sankt Petersburg. Printre ei se află împărații și împărătesele Rusiei, romancierii Fiodor Dostoevski și Vladimir Nabokov, compozitorii Modest Mussorgski, Piotr Ilici Ceaikovski, Igor Stravinski și Dmitri Șostakovici, pictorii James McNeill Whistler și Kazimir Malevici, oamenii de știință Leonhard Euler, Mihail Lomonosov, Heinrich Schliemann și Alfred Nobel, balerinii sau actorii Nikolai Cerkasov, Vaslav Nijinski, Anna Pavlova, George Balanchine și Rudolf Nureev și politicienii John Quincy Adams, Gustaf Emil Mannerheim și Vladimir Putin.

## Vezi de asemenea
- Ecaterina cea Mare
- Palatul Ecaterina
- Grădina zoologică din Leningrad
- Petru cel Mare
- Peterhof
- Revoluția rusă
- Asediul Leningradului
- Palatul de Iarnă
- Lista locurilor care au primit numele lui Lenin

## Orașe înfrățite
- Turku (din 1953)
- Osaka (din 1979)
- Melbourne (din 1989)
- Lansing (din 1992)
- Isfahan (din 1999)
- Los Angeles
- Milano